# Адельсрід
Адельсрід (нім. Adelsried) — громада в Німеччині, знаходиться в землі Баварія. Підпорядковується адміністративному округу Швабія. Входить до складу району Аугсбург.
Площа — 9,7 км2. Населення становить 2414 ос. (станом на 31 грудня 2020).